# Alberto Moreno
Alberto Moreno Pérez (Sevilla, 5 juli 1992) is een Spaans profvoetballer die doorgaans als linksback speelt. Hij tekende in juli 2024 een contract bij Como, dat hem transfervrij overnam van Villarreal.Moreno debuteerde in oktober 2013 in het Spaans voetbalelftal. Moreno won in zijn loopbaan zowel de UEFA Europa League (tweemaal) als de UEFA Champions League.

## Clubcarrière
Moreno komt uit de jeugdopleiding van Sevilla. In 2011 werd hij bij het tweede elftal gehaald. Op 8 april 2012 maakte hij zijn profdebuut, tegen Athletic Bilbao als invaller voor Manu Del Moral. In februari 2013 werd Moreno definitief bij het eerste elftal gehaald.

## Clubstatistieken
| Seizoen | Club             | Competitie         | Duels | Doelp. |
| ------- | ---------------- | ------------------ | ----- | ------ |
| 2010/11 | Sevilla Atlético | Segunda División B | 0     | 0      |
| 2011/12 | Sevilla Atlético | Segunda División B | 30    | 4      |
| 2012/13 | Sevilla Atlético | Segunda División B | 19    | 3      |
| 2011/12 | Sevilla          | Primera División   | 1     | 0      |
| 2012/13 | Sevilla          | Primera División   | 15    | 0      |
| 2013/14 | Sevilla          | Primera División   | 29    | 3      |
| 2014/15 | Liverpool        | Premier League     | 28    | 2      |
| 2015/16 | Liverpool        | Premier League     | 32    | 1      |
| 2016/17 | Liverpool        | Premier League     | 12    | 0      |
| 2017/18 | Liverpool        | Premier League     | 16    | 0      |
| 2018/19 | Liverpool        | Premier League     | 2     | 0      |
| 2019/20 | Villarreal       | Primera División   | 18    | 0      |
| 2020/21 | Villarreal       | Primera División   | 5     | 0      |
| Totaal  | Totaal           | Totaal             | 207   | 13     |

## Interlandcarrière
Moreno debuteerde begin 2013 voor Spanje onder 21. Op 21 maart 2013 viel hij in een vriendschappelijke interland tegen Noorwegen onder 21 na 69 minuten in voor Marc Muniesa. Zijn debuut voor de nationale A-ploeg volgde op 15 oktober 2013, toen hij een basisplaats kreeg van bondscoach Vicente del Bosque in het WK-kwalificatieduel tegen Georgië (2–0) in Albacete.

## Erelijst
Sevilla
- UEFA Europa League: 2013/14

 Liverpool
- UEFA Champions League: 2018/19

 Villareal
- UEFA Europa League: 2020/21

 Spanje onder 21
- UEFA EK onder 21: 2013

Individueel
- UEFA EK onder 21–Team van het Toernooi: 2013